# Staro Brezje
Staro Brezje je naselje u slovenskoj Općini Kočevju. Staro Brezje se nalazi u pokrajini Dolenjskoj i statističkoj regiji Jugoistočnoj Sloveniji. 

## Stanovništvo
Prema popisu stanovništva iz 2002. godine naselje je imalo 4 stanovnika.